# Lloro negre de les Seychelles
El lloro negre de les Seychelles (Coracopsis barklyi
) és un ocell de la família dels psitacúlids (Psittaculidae).

## Hàbitat i distribució
Habita els boscos de els illes Praslin i la propera Curieuse. Antany també Aride i Marianne, a les illes Seychelles nord-orientals.

## Taxonomia
Considerada una subespècie del lloro negre petit, va passar a ser considerad una espècie de ple dret arran Kundu et al. 2012.